# Black the Fall
Black the Fall est un jeu vidéo de plates-formes et de réflexion développé par Sand Sailor Studio et édité par Square Enix, sorti en 2017 sur Windows,  Mac, Linux, PlayStation 4, Xbox One et Nintendo Switch.

## Accueil
- IGN : 6,5/10[1]
- Jeuxvideo.com : 11/20[2]